# Posavje
A Posavje (em eslovaco:  Spodnje Posavje ou Posavska regija)  é uma região a Sudeste da Eslovénia que se estende quase até à fronteira com a Croácia e é atravessada pelo Rio Sava.
A Posavje é na realidade uma sub-região da  Baixa Estíria e tem como principais cidades, com um importante conotação histórica, Brežice, Krško e Sevnica. A Baixa Estíria abrange a parte mais meridional do antigo Ducado da Estíria.